# Lista över ishockeytränare i HV71

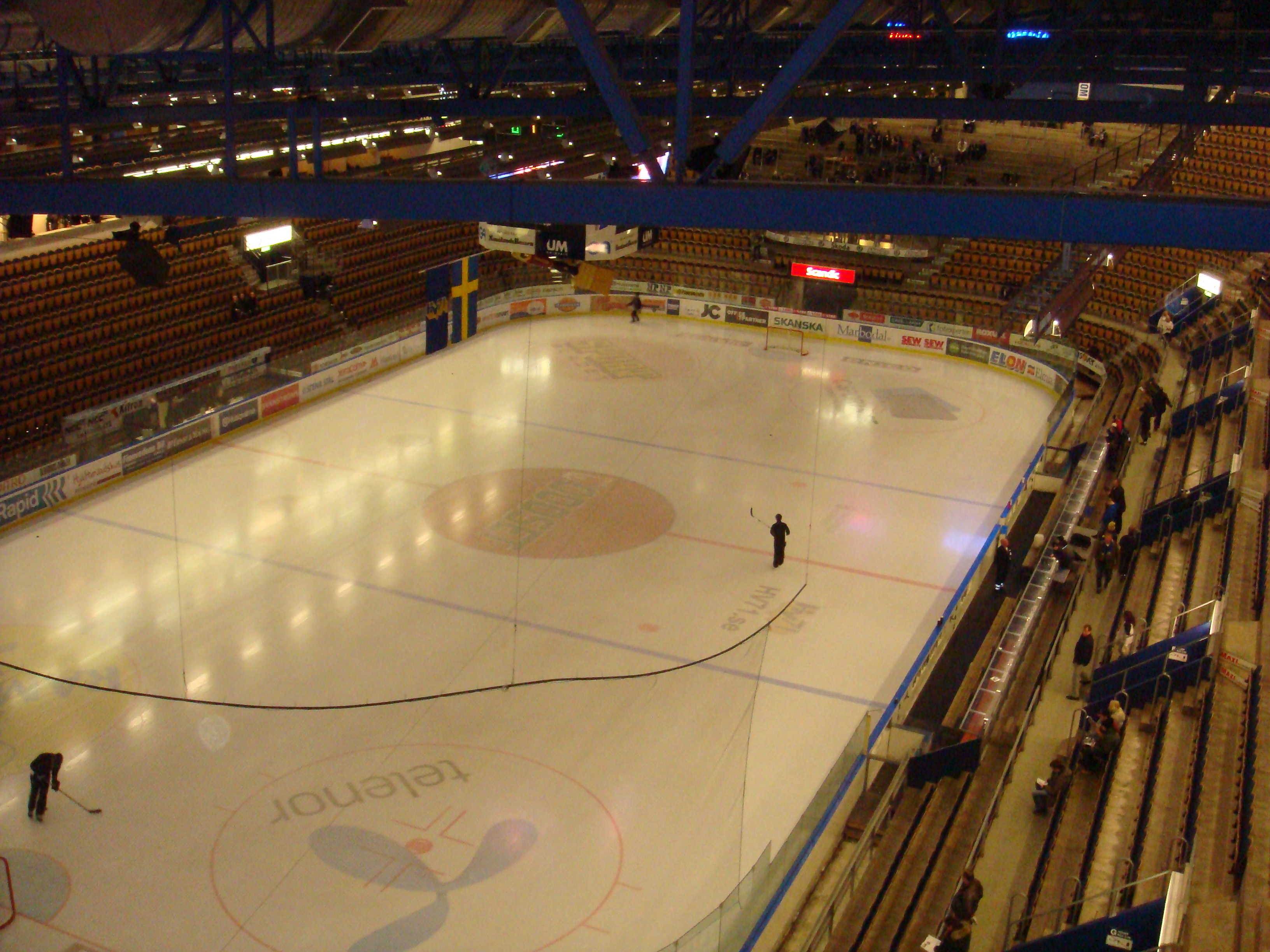
HV71 har spelat sina hemmamatcher i Kinnarps Arena sedan 2000.

Det har funnits sammanlagt 21 huvudtränare för HV71, varav 16 i Svenska Hockeyligan/Elitserien. Den förste tränaren var Folke Jörneke, medan den förste tränaren att träna HV71 i elitserien var Dan Hobér. Den förste tränare att vinna SM-guld var Sune Bergman.

## Tränare

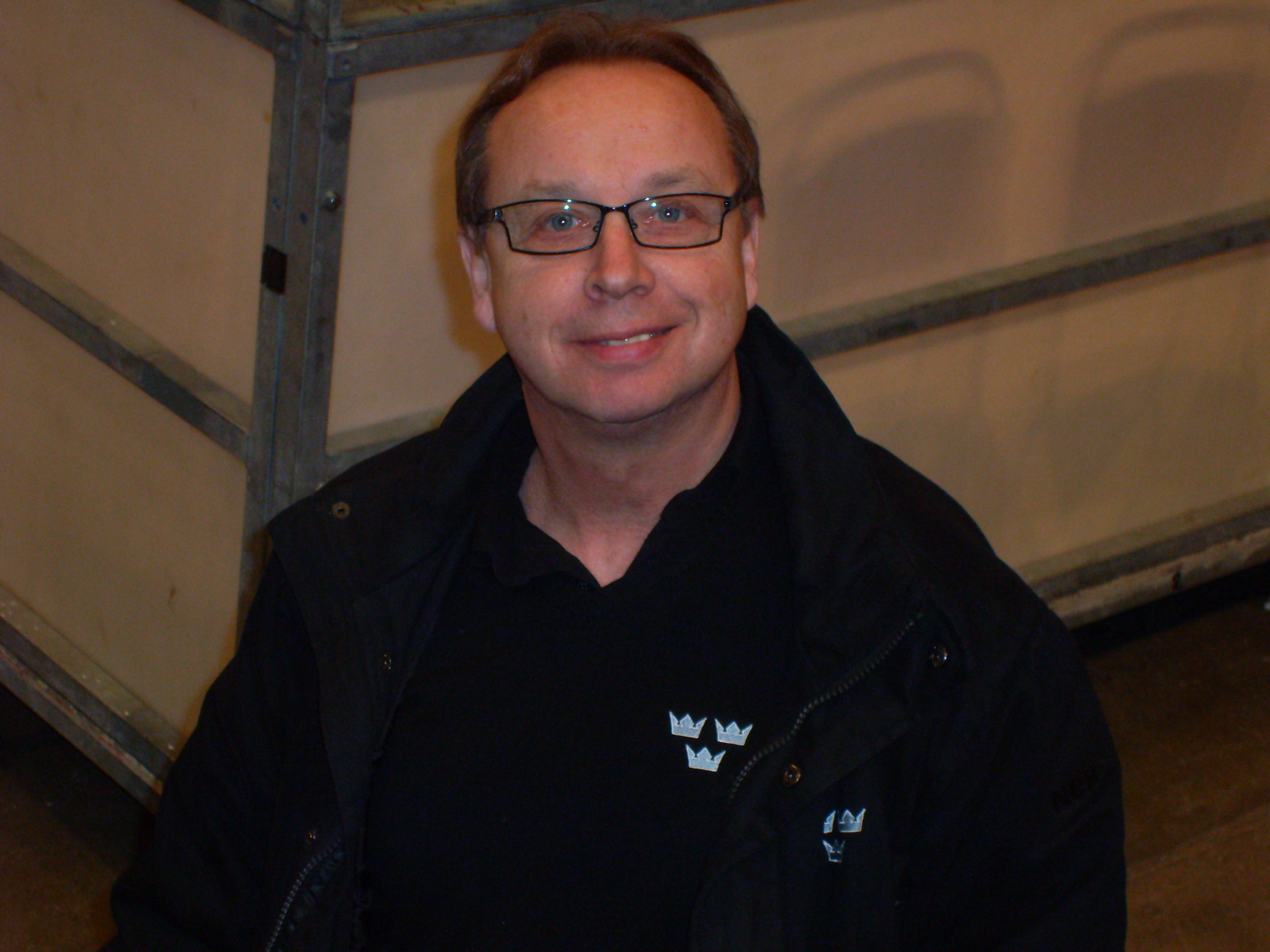
Pär Mårts tränade HV71 mellan 2003 och 2007 och ledde laget till sitt andra SM-guld redan under sitt första år som tränare.

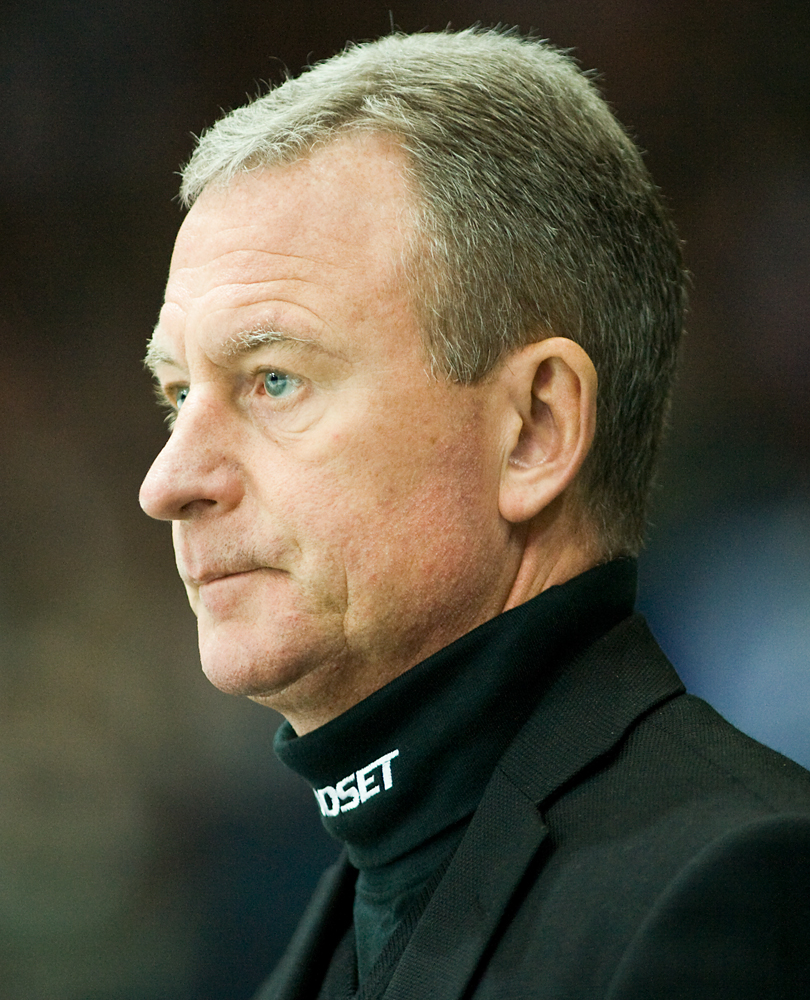
Janne Karlsson var tränare 2009–2011 och ledde laget till klubbens fjärde SM-guld under sitt första år som tränare.

| Nr | Namn                | År        |
| -- | ------------------- | --------- |
| 1  | Folke Jörneke       | 1971–1972 |
| 2  | Göte Wiklund        | 1972–1978 |
| 3  | Dan Hobér           | 1978–1980 |
| 4  | Timo Lahtinen       | 1980–1983 |
| 5  | Thommie Bergman     | 1983/84   |
| 6  | Bror Hansson        | 1984/85   |
| 7  | Curt Lundmark       | 1985–1989 |
| 8  | Lars-Erik Lundström | 1989–1993 |
| 9  | Håkan Nygren        | 1993–1994 |
| 10 | Sune Bergman        | 1994–1998 |
| 11 | Randy Edmonds       | 1998      |
| 12 | Lars-Erik Lundström | 1998–2000 |
| 13 | Harald Lückner      | 2000–2003 |
| 14 | Pär Mårts           | 2003–2007 |
| 15 | Kent Johansson      | 2007–2009 |
| 16 | Janne Karlsson      | 2009–2011 |
| 17 | Ulf Dahlén          | 2011–2014 |
| 18 | Torgny Bendelin     | 2013/14   |
| 19 | Andreas Johansson   | 2014/15   |
| 20 | Johan Lindbom       | 2015–2019 |
| 21 | Stephan Lundh       | 2018–     |

Uppgifterna är hämtade från HV71:s hemsida.